# Spacelab

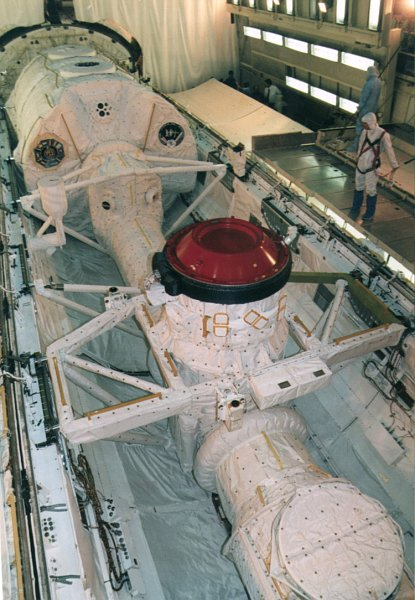
A Spacelab modul (a kép bal-felső sarkában látható), illetve az űrrepülőgép és a Mir űrállomás közötti dokkoló egység (kép középső része) az Atlantis rakterében. (STS-71)

A Spacelab egy – az ESA és a NASA együttműködésében készült – mikrogravitációs laboratórium modul, melyet az amerikai űrrepülőgép rakterében juttatnak fel az űrbe. A hengeres alakú, 4 méter átmérőjű Spacelab az űrrepülőgép nélkül, önállóan nem használható. Segítségével olyan kísérleteket is végre lehet hajtani, amelyekre az űrrepülőgép legénységi kabinja nem tud elegendő helyet biztosítani. A Nemzetközi Űrállomás használatbavétele óta már nem alkalmazzák.
A modul 1983 és 2000 között összesen 25 alkalommal járt az űrben.

## Története
1973. szeptember 24-én került aláírásra a NASA és az ESA között az a megállapodás, amely alapján az ESA vállalja a Spacelab modul kifejlesztését és legyártását. A megállapodás értelmében két modul készül el, amelyből az első modult (LM1) az ESA ingyen átad a NASA-nak, cserébe európai űrhajósok a Space Shuttle program keretében repülhetnek az űrbe. A másik modult (LM2) a NASA saját használatra megvásárolja.
A gyártást a ERNO-VFW Fokker konzorcium 1974-ben kezdi meg (Nyugat-)Németországban. Az ESA akkori tagjai közül csak Svédország nem vett részt a programban.
1998-tól a súlytalanságban végzendő kísérletek színtere a Nemzetközi Űrállomás lett, így a Spacelab modult a NASA nyugdíjazta. A Spacelab Pallet platformok egyikét utoljára az STS–123 küldetésen használták.
A LM1 jelű modul jelenleg a brémai repülőtéren van kiállítva Németországban.

## Felépítése

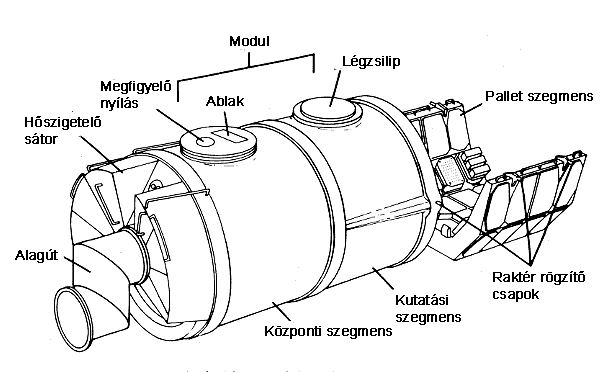
A Spacelab modul tipikus felépítése

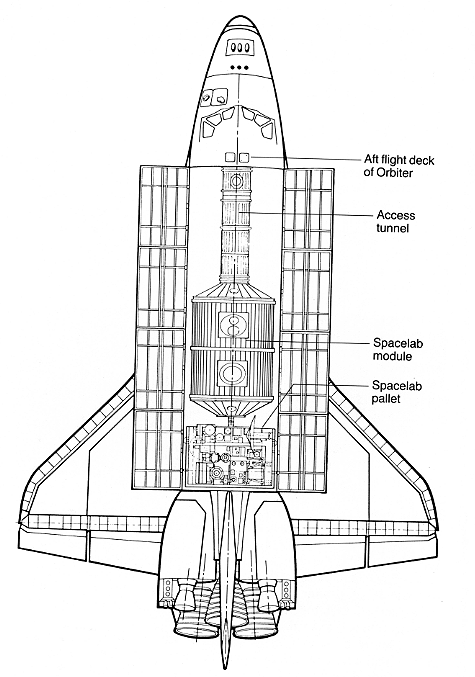
A Spacelab modul elhelyezkedése az űrrepülőgép rakterében

A Spacelab modul általában két, 4 méter átmérőjű – egyenként körülbelül 2,7 méter hosszú – henger alakú, alumínium-ötvözetből készült szegmensből áll: a központi szegmensből, amely a különböző üzemeltetési rendszereket és adatfeldolgozó egységeket foglalja magában, és a kutatási szegmensből, amely a laboratórium hasznos területét duplázza meg. Ha csak egy szegmenst vesznek igénybe a küldetés során, akkor minden esetben a központi modult használják.
A Spacelab Modulhoz kapcsolódhat a Spacelab Pallet (a „pallet” jelentése: priccs, raklap) nevű kiegészítő platformrendszer is. A pallet egy U alakú platform, amelyre különböző nagyméretű eszközöket lehet rögzíteni oly módon, hogy azok közvetlenül az űrben működhetnek és végezhetnek méréseket.
A szegmensek az űrrepülőgép rakteréhez négy ponton vannak rögzítve. A laboratórium modul passzív hővédő rendszerrel van felszerelve. Mindkét szegmens tetején egy-egy 1,3 méter átmérőjű, kör alakú nyílás található, ahová különböző ablak- vagy zsilipmodulok kapcsolhatók.
A súlyponteloszlás miatt a modul csak a raktér hátuljában helyezhető el, ezért a legénységi kabinból a modulhoz egy körülbelül 1 méter átmérőjű csőrendszeren keresztül lehet eljutni. Az alagútrendszer moduláris felépítésű, így különböző hosszúságúra építhető a Spacelab modul konfigurációjának megfelelően. Az alagút része az űrsétákhoz szükséges légzsilip is. Űrséták esetén az alagút többi részét és a laboratórium modult lezárják.
A modulok tervezett élettartama 50 küldetés.

## Spacelab küldetések
- STS–9, Spacelab 1, 1983. november, Module (LM1)
- STS–51–B, Spacelab 3, 1985. április, Module (LM1)
- STS–51–F, Spacelab 2, 1985. július, Pallet
- STS–61–A, Spacelab D1, 1985. október, Module (LM2)
- STS–35, ASTRO–1, 1990. december, Pallet
- STS–40, SLS–1, 1991. június, Module (LM1)
- STS–42, IML–1, 1992. január, Module (LM2)
- STS–45, ATLAS–1, 1992. március, Pallet
- STS–50, USML–1, 1992. június, Module (LM1)
- STS–47, Spacelab–J, 1992. szeptember, Module (LM2)
- STS–56, ATLAS–2, 1993. április, Pallet
- STS–55, Spacelab D2, 993. április, Module (LM1)
- STS–58, SLS–2, 1993. október, Module (LM2)
- STS–59, SRL–1, 1994. április, Pallet
- STS–65, IML–2, 1994. július, Module (LM1)
- STS–68, SRL–2, 1994. október, Pallet
- STS–66, ATLAS–3, 1994. november, Pallet
- STS–67, ASTRO–2, 1995. március, Pallet
- STS–71, Spacelab–Mir, 1995. június, Module (LM2)
- STS–73, USML–2, 1995. október, Module (LM1)
- STS–78, LMS, 1996. június, Module (LM2)
- STS–83, MSL–1, 1997. április, Module (LM1)
- STS–94, MSL–1R, 1997. július, Module (LM1)
- STS–90, Neurolab, 1998. április, Module (LM2)
- STS–99, SRTM, 2000. február, Pallet

## Külső hivatkozások

### Magyar nyelvű
- Az Európai űrtevékenység (23. rész): A Spacelab előzményei – Űrvilág.hu

### Angol nyelvű
- NSTS 1988 News Reference Manual Archiválva 2012. szeptember 18-i dátummal a Wayback Machine-ben